# 336 км (зупинний пункт, Південна залізниця)
Платформа 336 км — пасажирський зупинний пункт Полтавської дирекції Південної залізниці  на електрифікованій лінії Полтава-Південна — Ромодан між станцією Полтава-Південна (2,4 км) та зупинним пунктом Крутий Берег (1,1 км). Розташований на північно-східній околиці Полтави, на межі селищ Новобудова та Лісок.

## Пасажирське сполучення
На Платформі 336 км зупиняються приміські електропоїзди напрямку Гребінка — Полтава — Огульці